# 師大公園地下社會
《師大公園地下社會》，是一部即將上映的台灣劇集，由林正忠執導，李玉璽、陳零九、吳思賢、姚愛寗、郭書瑤和連俞涵主演。

## 演員

### 主演
- 李玉璽[1]
- 陳零九 飾演 骨男[1]
- 吳思賢[1]
- 姚愛寗[2]
- 郭書瑤[2]
- 連俞涵 飾演 「末日書店」老闆娘[2]

### 常設
- 莊凱勛 飾演 山蚋：地下幫老大[3]。
- 陳如山[3]
- 曾少宗[3]
- 夏騰宏[3]
- 歐陽倫[3]
- 王可元[3]
- 王庭勻[3]
- 黃丞邦[3]
- 鄭湋曄[3]
- 陳向熙[3]
- 羅奕傑[3]
- 林映彤[4]

### 客串
- 邱鋒澤[3]
- 美麗本人 飾演 樂團幫成員[3]
- 陳瑞凱 飾演 樂團幫成員[3]
- 阿火 飾演 樂團幫成員[3]
- 無妄合作社 飾演 樂團幫成員[3]
- 守夜人 飾演 樂團幫成員[3]
- 固定客 飾演 樂團幫成員[3]
- 靈魂沙發 飾演 樂團幫成員[3]
- 神棍樂團 飾演 樂團幫成員[3]
- 官靖剛 飾演 樂團幫成員[3]
- 陳孟琪[3]

## 製作

### 開發
《師大公園地下社會》是改編自台灣作家林峰毅的同名小說。該劇於2022年11月11日宣佈開拍，獲得文化內容策進院的「內容開發專案計劃」的前期開發支持，由阿榮影業製作，林正忠執導，李玉璽、陳零九和吳思賢主演，其中陳零九是首次擔任劇集主演。此外，陳志軒、林仲賢和李若熏將分別會出任攝影、美術和造型指導，李棟全擔任剪接。同年12月，姚愛寗、郭書瑤和連俞涵宣佈將會出演三位女主角。2023年1月， 莊凱勛、陳如山、曾少宗、夏騰宏、 歐陽倫、王可元、王庭勻、鄭湋曄、黃丞邦、陳向熙和羅奕傑宣佈參演，So What 樂團、守夜人 、靈魂沙發等十六隊樂隊的部份成員將會客串飾演「地下社會UG」樂團幫的成員，而邱鋒澤和陳孟琪亦會特別客串。

### 拍攝
主體拍攝於2022年11月11日開始，拍攝地點包括國立臺灣師範大學和附近街道，並於2023年1月殺青。

## 外部連結
- 豆瓣电影上《師大公園地下社會》的資料 （简体中文）